# Pamięć ejdetyczna
Pamięć ejdetyczna (gr. eidetikos „znający; wiedzący” od eidos), wyobraźnia ejdetyczna – zdolność odtwarzania złożonych obrazów, dźwięków i innych obiektów z bardzo dużą dokładnością, którą według niektórych badań dysponują nieliczne osoby. 
Pamięć ejdetyczna była badana przez takich psychologów, jak Erich Jaensch i Aleksandr Łurija, opisywana przez Habera. W polskim piśmiennictwie psychiatrycznym ejdetyzmem zajmowała się Halina Jankowska.
Łurija opisywał przypadek jednego ze swoich badanych – Sołomona Szerieszewskiego. Był w stanie zapamiętać bardzo długie ciągi cyfr, liter, słów i odtwarzać je bezbłędnie nawet po 15 latach. Podobnie odtwarzał bardzo złożone wzory matematyczne, nie rozumiejąc ich jednak. Popatrzywszy na planszę liczb przez kilkadziesiąt sekund, był w stanie z pamięci odtworzyć każdą kolumnę, wiersz, odtwarzać cyfry od tyłu, ukośnie czy zgodnie z ruchem konika szachowego. Był to przypadek człowieka obdarzonego pamięcią ejdetyczną (lub wyobrażeniami ejdetycznymi), który dodatkowo posługiwał się synestezją.
Wyobrażenie ejdetyczne ma to do siebie, że jest dokładnym odzwierciedleniem danego obrazu, a podczas poruszania oczyma ich lokalizacja także zmienia się w wyobraźni.
Obrazy ejdetyczne występują o wiele częściej u dzieci (ok. 8% w wieku 7–12 lat i tylko u 0,1% dorosłych). Nie wykryto także związku zdolności tworzenia wyobrażeń ejdetycznych z żadnymi innymi zdolnościami poznawczymi ani zaburzeniami neurologicznymi. Wyobrażenie ejdetyczne jest mało podatne na zmiany – bardzo trudno jest tworzyć z tych wyobrażeń nowe układy, zastosowanie zapamiętanych informacji w nowy sposób. W związku z tym wyobrażenia ejdetyczne raczej przeszkadzają, niż pomagają w myśleniu.
Istnienie tej pamięci było podawane w wątpliwość przez niektórych psychologów ze względu na subiektywny charakter wypowiedzi osób badanych, obdarowanych pamięcią (wyobrażeniami) ejdetyczną. Współczesne badania potwierdzają jednak faktyczne istnienie tej pamięci.
Część przypadków wyobraźni ejdetycznej u dorosłych opiera się na wykorzystaniu mnemotechnik i ma charakter nabyty.